# Marum
För andra betydelser, se Marum (olika betydelser).

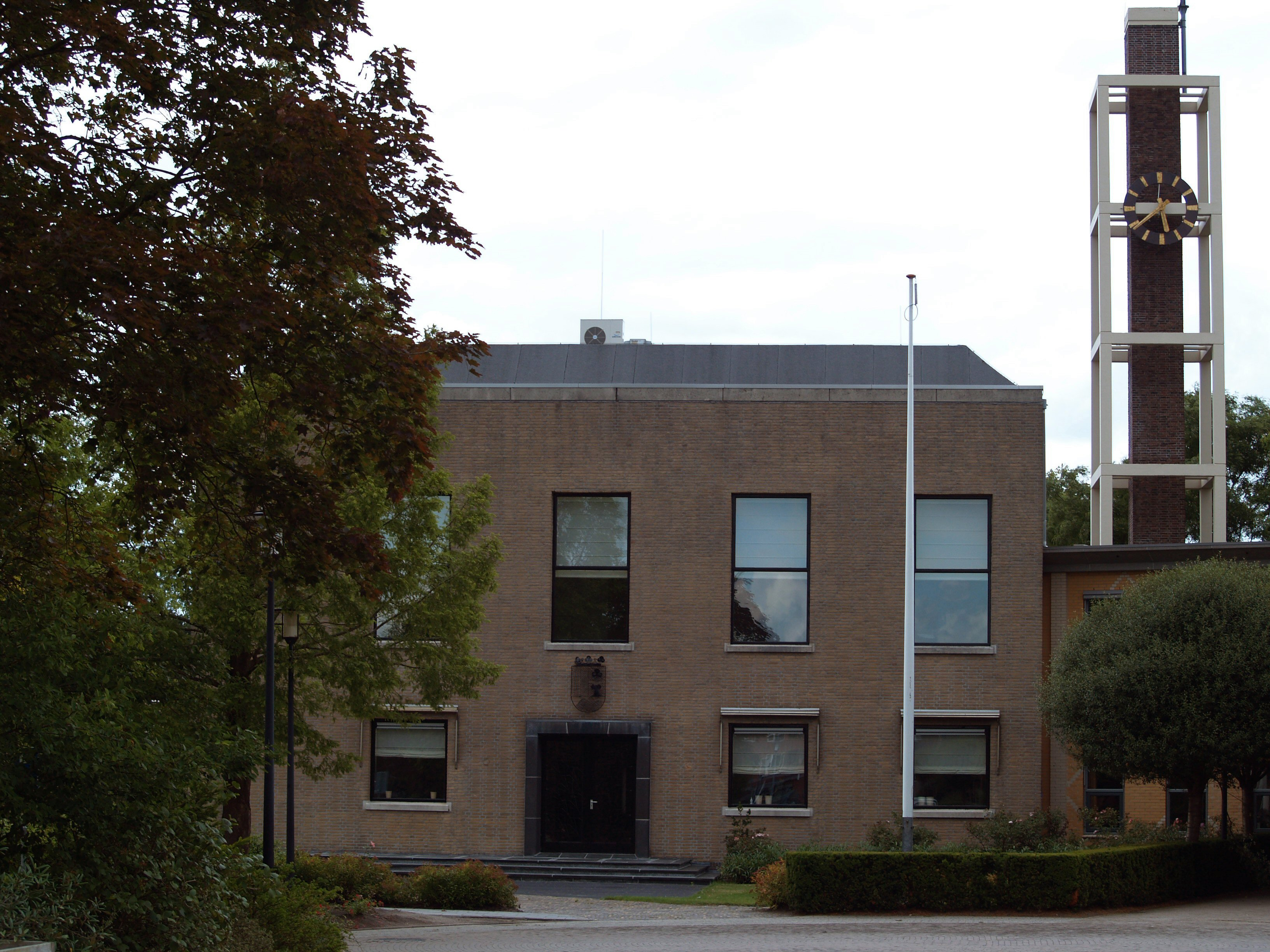
Stadshuset i Marum

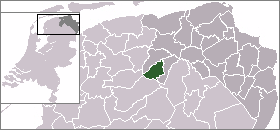
Maurums läge (grönt) i Groningen (mörkgrått).

Marum är en historisk kommun i provinsen Groningen i Nederländerna. Kommunens totala area är 64,88 km² (där 0,37 km² är vatten) och invånarantalet är på 10 350 invånare (2014).